# Madilyn Bailey
Madilyn Bailey (sinh ngày 2 tháng 9 năm 1992) là một nữ  YouTuber, ca sĩ và nhạc sĩ người Mỹ. Cô xuất hiện trên các chương trình truyền hình Pháp để quảng bá các bài hát cover của mình và cũng quảng bá cho đĩa đơn "Tetris" đầu tiên của cô trên chương trình truyền hình Mỹ Today năm 2018. Tính đến tháng 09/2021, cô có khoảng 8,75 triệu người đăng ký trên kênh YouTube của mình
Bản gốc EP Bad Habit đầu tiên của cô được phát hành vào năm 2012. Cô đã phát hành album phòng thu đầu tiên của cô Muse Box vào năm 2015. EP gốc thứ hai của cô đã được phát hành vào tháng 7 năm 2016. Cô đã tổ chức chương trình quảng bá rầm rộ đầu tiên tại Paris vào năm 2018 và đã đi lưu diễn quốc tế với các nghệ sĩ YouTube khác.

## Tiểu sử
Bailey bắt đầu sự nghiệp của mình một thời gian ngắn trước khi tốt nghiệp, bằng cách cover các bài hát nổi tiếng và đăng lên tài khoản YouTube cá nhân, đặc biệt bản cover "Titanium" đã thu hút hơn 100 triệu lượt xem. Năm 2012, Bailey tham gia Keep Your Soul Records để hỗ trợ sản xuất tài liệu của cô và chuyển đến sống tại Los Angeles vào năm 2013.
Bailey đã đi lưu diễn ở Hoa Kỳ và Canada với Boyce Avenue vào nửa cuối năm 2013. Cô uyên bố rằng cô đã được truyền cảm hứng bởi Michelle Branch và Kina Grannis.
Vào năm 2015, bản phối lại bài hát " Titanium " của David Guetta và Sia, đã được phát sóng trên Virgin Radio ở Pháp. Điều này dẫn đến một hợp đồng thu âm giữa cô với PlayOn ở Pháp, một công ty con của Warner Music Group. Bài hát được xếp hạng ở Pháp và Bỉ cũng như phần tiếp theo, một bản cover "Radioactive" của Imagine Dragons. Vào tháng 10 năm 2015, Bailey đã phát hành album tại Pháp, mang tên Muse Box với đĩa đơn "Rude" hợp tác với Flula. Đĩa đơn thứ tư, một bản cover "Believe" của Cher phát hành vào đầu năm 2016.
Vào tháng 7 năm 2016, cô đã phát hành một EP có tên Wiser.
Năm 2016, bản cover "Titanium" của David Guetta đã được xuất hiện trên phim truyền hình Úc Wanted.
Cô được chọn vào tháng 4 năm 2018 với tư cách là Nghệ sĩ của tháng của Elvis Duran. Cô đã được giới thiệu trong chương trình Today của NBC do Hoda Kotb và Kathie Lee Gifford tổ chức, phát sóng toàn quốc tại Hoa Kỳ vào ngày 20 tháng 4 năm 2018, nơi Bailey biểu diễn trực tiếp bài hát "Tetris".
Năm 2018, bài hát gốc "Drunk on a Feeling" của cô đã được xuất hiện trên loạt phim truyền hình hành động Mỹ Station 19.

## Cuộc sống cá nhân
Cô được sinh ra ở Boyceville, Wisconsin, đến Greg Wold àm việc cho một công ty quảng cáo  với Heidi Wold; cô ấy có năm anh chị em (Jordan (anh trai), Alex (em gái), Isaac (em trai nuôi), Hayley (em gái nuôi), Caden (em trai)  Bailey bắt đầu chơi nhạc và viết nhạc từ năm 7 tuổi. Cô chơi trong ban nhạc diễu hành của trường trung học Boyceville  và tốt nghiệp năm 2011. Trước khi trở thành một nghệ sĩ, Bailey làm việc như một trợ lý điều dưỡng được chứng nhận. Cô bị mắc chứng khó đọc.
Năm 2014, cô kết hôn với James Benrud.

## Giải thưởng
| Năm  | Giải thưởng      | thể loại                   | Cho                                  | Kết quả |
| ---- | ---------------- | -------------------------- | ------------------------------------ | ------- |
| 2014 | Streamy Awards   | Bài hát cover hay nhất     | "Wake Me Up"                         | Đề cử   |
| 2015 | NRJ Music Awards | Khải huyền quốc tế của năm | -                                    | Đề cử   |
| 2017 | Streamy Awards   | Chiến dịch Influencer      | "Rise to the Dịp" (Part of DiGiorno) | Đề cử   |

## Danh sách đĩa nhạc

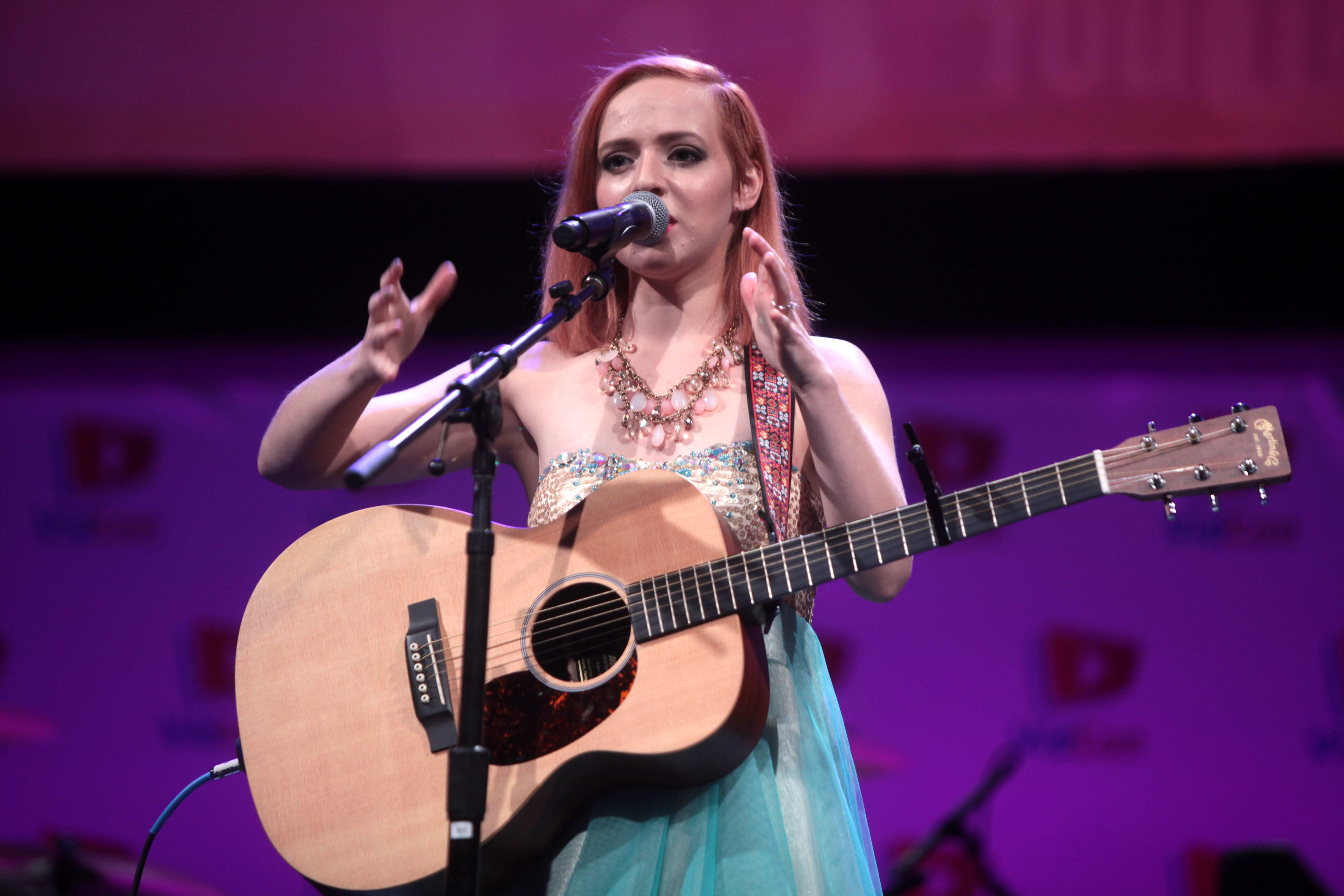
Bailey biểu diễn vào năm 2015.

### Album
| Tiêu đề  | Chi tiết album                                                                                             | Vị trí cao nhất | Vị trí cao nhất | Vị trí cao nhất |
| Tiêu đề  | Chi tiết album                                                                                             | BEL (Fl)        | BEL (Wa)        | FR              |
| -------- | --- | --------------- | --------------- | --------------- |
| Muse Box | - Phát hành: ngày 2 tháng 10 năm 2015 - Hãng đĩa: Madilyn Bailey Music, PlayOn - Định dạng: CD, tải xuống. | 81              | 26              | 24              |

### EP
| Tiêu đề      | Chi tiết album                                                                                     |  | Vị trí cao nhất | Ghi chú |
| Tiêu đề      | Chi tiết album                                                                                     |  | FR              | Ghi chú |
| ------------ | -------------------------------------------------------------------------------------------------- |  | --------------- | ------- |
| Bad Habit EP | - Phát hành: ngày 2 tháng 5 năm 2012 - Hãng đĩa: Keep Your Soul Records - Định dạng: CD, tải xuống |  | –               |         |
| Wiser EP     | - Phát hành: ngày 12 tháng 7 năm 2016 - Hãng đĩa: Madilyn Bailey Music - Định dạng: CD, tải xuống  |  | –               |         |

### Đĩa đơn
| Năm  | Tiêu đề                  | Vị trí cao nhất | Vị trí cao nhất | Vị trí cao nhất | Ghi chú                          | Album                       |
| Năm  | Tiêu đề                  | BEL(Fl)         | BEL (Wa)        | FR              | Ghi chú                          | Album                       |
| ---- | ------------------------ | --------------- | --------------- | --------------- | -------------------------------- | --------------------------- |
| 2015 | "Titanium"               | 18              | 4               | 13              | Cover của David Guetta feat. Sia | Muse Box                    |
| 2015 | "Radioactive"            | -               | 42              | 36              | Cover của Imagine Dragons        | Muse Box                    |
| 2015 | "Rude" (featuring Flula) | -               | 29 (Ultratip *) | 84              | Cover của Magic!                 | Muse Box                    |
| 2016 | "Believe"                | -               | -               | 125             | Cover của Cher                   | Muse Box                    |
| 2016 | "Wiser"                  | -               | -               | -               |                                  | Wiser EP                    |
| 2018 | "Tetris"                 | -               | -               | -               |                                  | Album mới chưa được đặt tên |
| 2018 | "Drunk on a Feeling"     |                 |                 |                 |                                  | Album mới chưa được đặt tên |
| 2019 | "Red Ribbon"             |                 |                 |                 |                                  | Album mới chưa được đặt tên |
| 2019 | "Are We Falling In Love" |                 |                 |                 |                                  | Album mới chưa được đặt tên |

* Không xuất hiện trong bảng xếp hạng Ultratop 50 chính thức của Bỉ, mà dưới bảng xếp hạng Ultratip.

### Viết lại
| Năm  | Tiêu đề    | Nghệ sĩ | Album                      |
| 2018 | Wallflower | Whethan | Life of a Wallflower Vol.1 |
| ---- | ---------- | ------- | -------------------------- |

### Hát lại
| Năm  | Tiêu đề                      | Nghệ sĩ        | Album                                       |
| ---- | ---------------------------- | -------------- | ------------------------------------------- |
| 2018 | Alive                        | Raffey Cassidy | Vox Lux (Nhạc phim Original Motion Picture) |
| 2018 | Your Body Talk               | Raffey Cassidy | Vox Lux (Nhạc phim Original Motion Picture) |
| 2018 | Hologram (Smoke and Mirrors) | Raffey Cassidy | Vox Lux (Nhạc phim Original Motion Picture) |
| 2018 | Wallflower                   | Whethan        | Life of a Wallflower Vol.1                  |